# Bucentaur Rock
Der Bucentaur Rock ist eine Felsenklippe an der Südostseite der Einfahrt zur Stromness Bay an der Nordküste Südgeorgiens. Er ist der äußerste dreier Felsen unmittelbar nordöstlich des Busen Point.
Teilnehmer der britischen Discovery Investigations kartierten ihn 1927 und benannten ihn als Low Rock und benannten sie in der Zeit zwischen 1926 und 1930. Da dieser Name bereits für den Low Rock im Archipel der Südlichen Shetlandinseln vergeben war, setzte er sich nicht durch. Der South Georgia Survey benannte ihn nach Vermessungen zwischen 1951 und 1952 um. Namensgeber ist das Fabrikschiff Bucentaur, das in den ersten Jahren der Walfangstation Husvik ab 1907 im Einsatz war.